# Claudia Klodt
Claudia Klodt (* 26. April 1960 in Freiburg im Breisgau) ist eine deutsche Altphilologin.

## Leben und Wirken
Klodt studierte von 1981 bis 1986 Klassische Philologie, Klassische Archäologie, Alte Geschichte und Germanistik an der Universität Freiburg und am Corpus Christi College in Oxford und schloss das Studium in Freiburg mit dem Magisterexamen ab. Danach wechselte sie an die Universität München und wurde dort 1991 bei Wilfried Stroh mit einer Dissertation über Ciceros Rede Pro Rabirio Postumo promoviert. Von 1991 bis 2002 arbeitete sie als Assistentin bzw. wissenschaftliche Mitarbeiterin in Rostock, Hamburg und Leipzig und wurde 2002 an der Universität Hamburg mit einer Schrift zum Thema Die Frauenfiguren in der Thebais des Statius habilitiert. Im selben Jahr wurde sie auf den Lehrstuhl für Latinistik I an die Ruhr-Universität Bochum berufen.

## Veröffentlichungen (Auswahl)
- Ciceros Rede Pro Rabirio Postumo. Einleitung und Kommentar (= Beiträge zur Altertumskunde. Bd. 24). Vieweg & Teubner, Wiesbaden 1992.
- Bescheidene Grösse: Die Herrschergestalt, der Kaiserpalast und die Stadt Rom. Literarische Reflexionen monarchischer Selbstdarstellung (= Hypomnemata. Bd. 137). Vandenhoeck & Ruprecht, Göttingen 2001.
- Die Exordialtechnik der Redner in Statius’ Thebais, in: C. Schmitz u. a. (Hg.): Anfänge und Enden. Narrative Potentiale des antiken und nachantiken Epos, Heidelberg 2017, S. 221–252
- Zu Gast im Garten. Bäume im zweiten Odenbuch des Horaz, in: S. Heimgartner u. a. (Hg.): Baum und Text. Neue Perspektiven auf verzweigte Beziehungen, Berlin 2020, S. 27–64